# Dyckia densiflora
Dyckia densiflora är en gräsväxtart som beskrevs av Schult. och Julius Hermann Schultes. Dyckia densiflora ingår i släktet Dyckia och familjen Bromeliaceae. Inga underarter finns listade i Catalogue of Life.